# Rheinland Dremmen
Der TuS Rheinland Dremmen ist ein Sportverein aus dem Heinsberger Stadtteil Dremmen. Neben Fußball bietet der Verein die Sportarten Ju-Jutsu, Tennis, Leichtathletik, Turnen und Fitness an. Die erste Herrenfußballmannschaft spielt in der Saison 2021/22 in der siebtklassigen Bezirksliga Mittelrhein.

## Geschichte
Der Verein wurde im Jahr 1909 gegründet. Er entstand aus einem älteren Turnverein und der damals neuen Fußballabteilung. Bis 1956 spielte der Verein bis auf einer Saison in der Bezirksklasse. Dann gelang erstmals der Aufstieg in die Landesliga, bis Mitte der 60er Jahre pendelte man zwischen Landes- und Bezirksklasse. 1965 gelang als größter Erfolg der bislang einzige Aufstieg in die Verbandsliga, welche man aber nach einer Saison wieder verlassen musste. Es begann ein Absturz mit zwei weiteren Abstiegen bis in die 1. Kreisklasse. Bis 1980 pendelte der Verein zwischen der Kreisliga und Bezirksliga. Nach zwölf Jahren in der Bezirksliga konnte man 1992 endlich wieder in die Landesliga aufsteigen. Nach einem weiteren Abstieg spielte der Verein von 1995 an 13 Jahre in der Landesliga. Nach zwei Jahren in der Bezirksliga spielt man seit 2010 wieder in der Landesliga Mittelrhein. 2014 der erneute Abstieg des TuS Rheinland in die Bezirksliga nach dem Tod des langjährigen Hauptsponsors.

## Stadion
Der Verein trägt seine Heimspiele in der Rheinlandkampfbahn aus, welche etwa 2.000 Zuschauern Platz bietet. Das Stadion besitzt keine Sitzplätze. Zudem steht dem Klub noch ein Kunstrasenplatz zur Verfügung. Das Stadion wurde zuletzt 2014 renoviert. Die alten Sportplätze lagen als Vorgänger der Rheinlandkampfbahn im Bereich des Bahnhofs (heute Industriegebiet) und ein weiterer Platz an der Kreissparkasse. In Dremmen gibt es heute noch einen Bolzplatz auf dem Waidberg.

## Erfolge
- Aufstieg in die Verbandsliga Mittelrhein 1965